# Direkt limesz (kategóriaelmélet)
A matematikában a direkt limesz objektumok irányított rendszerének kategóriaelméleti értelemben vett kolimesze. Először adott algebrai struktúrák (pl. csoportok, modulusok) direkt limeszét definiáljuk, majd teljes általánosságban tetszőleges kategóriában is definiáljuk a direkt limesz fogalmát.

## Definíciók

### Algebrai objektumok
Ebben a szakaszban objektumaink algebrai struktúrával ellátott halmazok – például csoportok, gyűrűk, adott gyűrű fölötti modulusok, adott test fölötti algebrák, stb.
Ennek szellemében „homomorfizmus” alatt mindig a megfelelő algebrai struktúrák közti homomorfizmust értjük, azaz például csoportok esetében csoporthomomorfizmust, gyűrűk esetében gyűrűhomomorfizmust s így tovább.
Először objektumok és homomorfizmusok direkt rendszerét definiáljuk.
Ehhez tekintsünk egy {\displaystyle \langle I,\leq \rangle } irányított halmazt: ez egy {\displaystyle \leq } részbenrendezéssel ellátott {\displaystyle I\,} halmaz úgy, hogy {\displaystyle I\,} bármely két elemének létezik felső korlátja, azaz
{\displaystyle \forall i,j\in I:\,\exists k\in I:\,i\leq k,\,j\leq k}.
Legyen {\displaystyle \{A_{i}:i\in I\}} algebrai objektumok egy családja, ahol {\displaystyle I\,} irányított indexhalmaz és minden {\displaystyle i\leq j}-re adott egy {\displaystyle f_{ij}:A_{i}\rightarrow A_{j}} homomorfizmus az alábbi tulajdonságokkal:
1. {\displaystyle f_{ii}\,} az {\displaystyle A_{i}\,} identitása, valamint
2. {\displaystyle f_{ik}=f_{jk}\circ f_{ij}} fennáll minden {\displaystyle i\leq j\leq k} esetén.

Ekkor az {\displaystyle \langle A_{i},f_{ij}\rangle } párt {\displaystyle I\,} fölötti direkt rendszernek nevezzük.
Az {\displaystyle \langle A_{i},f_{ij}\rangle } direkt rendszer direkt limeszének {\displaystyle A\,} alaphalmazát az {\displaystyle A_{i}\,} halmazok diszjunkt uniójának az alábbi {\displaystyle \sim \,} ekvivalenciareláció szerinti faktoraként definiáljuk:
{\displaystyle A=\varinjlim A_{i}=\bigsqcup _{i}A_{i}{\bigg /}\sim .}
Itt {\displaystyle x_{i}\in A_{i}} és {\displaystyle x_{j}\in A_{j}} ekvivalensek, jelölésben {\displaystyle x_{i}\sim \,x_{j}}, ha van olyan {\displaystyle k\in I}, melyre {\displaystyle f_{ik}(x_{i})=f_{jk}(x_{j})\,}.
Heurisztikusan két elem akkor és csak akkor esik egybe a direkt limeszben, ha egy idő után a direkt rendszerben is egybeesnek.
Az így definiált {\displaystyle A\,} halmazt ugyanazzal a struktúrával látjuk el, amit a direkt rendszer elemei birtokoltak; a vonetkozó algebrai műveleteket értelemszerűen definiáljuk a reprezentánsokon. Például gyűrűk esetén az összeadás {\displaystyle [x_{i}]+[x_{j}]:=[f_{ik}(x_{i})+f_{jk}(x_{j})]} lesz.
Ebből a definícióból azonnal adódik, hogy minden {\displaystyle i\in I} indexre létezik egy {\displaystyle \phi _{i}:A_{i}\rightarrow A} kanonikus morfizmus, ami minden elemhez az {\displaystyle A\,}-beli ekvivalenciaosztályát rendeli.
Fontos megemlíteni, hogy egy gyűrű feletti modulusok kategóriájában a direkt limesz egzakt funktor.

### Direkt rendszer direkt limesze tetszőleges kategóriában
A direkt limeszt tetszőleges {\displaystyle {\mathcal {C}}} kategóriában is definiálhatjuk egy megfelelő univerzális tulajdonság segítségével. {\displaystyle {\mathcal {C}}}-beli objektumok és morfizmusok direkt rendszere ugyanúgy definiálható, mint fent. Az {\displaystyle \langle X_{i},f_{ij}\rangle } direkt rendszer direkt limesze az {\displaystyle \langle X,\phi _{i}\rangle } pár, ahol {\displaystyle X\,\in Ob\,{\mathcal {C}}}, a {\displaystyle \phi _{i}:X_{i}\rightarrow X} kanonikus morfizmusokkal együtt, melyekre {\displaystyle \phi _{i}=\phi _{j}\circ f_{ij}} teljesül minden {\displaystyle i,j\in I\,} esetén.
Az {\displaystyle \langle X,\phi _{i}\rangle } pár univerzális abban az értelemben, hogy minden más ugyanezen feltételeknek eleget tevő {\displaystyle \langle Y,\psi _{i}\rangle } párra egyértelműen létezik egy {\displaystyle u:X\rightarrow Y} morfizmus, amely az alábbi diagramot minden {\displaystyle i,j\in I\,}-re kommutatívvá teszi:
A direkt limeszt az alábbi módon jelölik:
{\displaystyle X=\varinjlim X_{i}}
ahol a direkt rendszer továbbra is {\displaystyle \langle X_{i},f_{ij}\rangle }.
Az algebrai objektumok esetével ellentétben nem minden kategóriában létezik direkt limesz. Ha viszont létezik, akkor egyértelmű abban az erős értelemben, hogy ha {\displaystyle X} és {\displaystyle X*} is direkt limesze ugyanannak a direkt rendszernek, akkor egyértelműen létezik egy {\displaystyle X*\,\to X\,} izomorfizmus, ami a kanonikus morfizmusokkal kommutál.
Itt jegyezzük meg, hogy egy {\displaystyle {\mathcal {C}}} kategóriabeli direkt rendszer funktorokkal is leírható. Tetszőleges {\displaystyle \langle I,\leq \rangle } irányított halmaz tekinthető {\displaystyle {\mathcal {I}}} kis kategóriának, ahol a morfizmusok az {\displaystyle i\rightarrow j} nyilakból állnak: {\displaystyle i\rightarrow j} akkor és csak akkor, ha {\displaystyle i\leq j}. A direkt rendszer nem más, mint egy {\displaystyle {\mathcal {I}}\rightarrow {\mathcal {C}}} kovariáns funktor.

### Általános definíció
Legyenek {\displaystyle {\mathcal {I}}} és {\displaystyle {\mathcal {C}}} kategóriák. Jelölje {\displaystyle c_{X}:{\mathcal {I}}\rightarrow {\mathcal {C}}} az {\displaystyle X\in Ob{\mathcal {C}}}-be menő konstans funktort. Tetszőleges {\displaystyle F:{\mathcal {I}}\rightarrow {\mathcal {C}}} funktorhoz definiáljuk a
{\displaystyle \lim _{\longrightarrow }F:{\mathcal {C}}\rightarrow \mathbf {Set} }
funktort, amely minden {\displaystyle X\in Ob{\mathcal {C}}} objektumhoz a {\displaystyle F\to c_{X}} természetes transzformációk {\displaystyle \mathrm {Hom} (F,c_{X})} halmazát rendeli. Ha {\displaystyle \lim _{\longrightarrow }F} reprezentálható, akkor a {\displaystyle {\mathcal {C}}}-beli reprezentáns objektumot F direkt limeszének nevezzük és szintén {\displaystyle \lim _{\longrightarrow }F}-fel jelöljük.
Legyen a {\displaystyle {\mathcal {C}}} kategória Abel, ahol objektumok tetszőleges (akár végtelen) direktösszege létezik (ez az AB3 Grothedieck axióma ). Ekkor a {\displaystyle \lim _{\longrightarrow }F} funktor reprezentálható minden {\displaystyle F:{\mathcal {I}}\rightarrow {\mathcal {C}}} funktorra és
{\displaystyle \lim _{\longrightarrow }:\mathrm {Hom} ({\mathcal {I}},{\mathcal {C}})\rightarrow {\mathcal {C}},F\mapsto \lim _{\longrightarrow }F}
Abel kategóriák közti jobbegzakt funktor.

## Példák
- Egy M halmaz {\displaystyle M_{i}} részhalmazainak egy családján a tartalmazás részbenrendezés. Direkt limesze az unió: {\displaystyle \bigcup M_{i}}.
- Let I be tetszőleges irányított halmaz, amelynek van legnagyobb eleme, legyen ez m. Ekkor a megfelelő direkt rendszer direkt limesze izomorf Xm-mel, a φm: Xm → X kanonikus morfizmus izomorfizmus.
- Legyen p prímszám. Tekintsük a Z/pnZ csoportok és a p-vel való szorzás által indukált Z/pnZ → Z/pn+1Z homomorfizmusok direkt rendszerét. Ennek a rendszernek a direkt limesze az összes p-hatvány rendű egységgyök által alkotott Z(p∞) csoport.
- A direkt limesz és az inverz limesz kapcsolata:

{\displaystyle \mathrm {Hom} (\varinjlim X_{i},Y)=\varprojlim \mathrm {Hom} (X_{i},Y).}
- Tekintsük az {An, φn} sorozatot, ahol An C*-algebra és φn : An → An + 1 *-homomorfizmus. A direkt limesz konstrukciójának C*-analogonja a fenti univerzális tulajdonságot kielégítő C*-algebra.

## Kapcsolódó konstrukciók és általánosítások
A direkt limesz kategóriaelméleti értelemben vett duálisa az inverz limesz. Általánosabb kategóriaelméleti fogalmak a limesz és a kolimesz. Az elnevezések megtévesztők lehetnek: a direkt limesz kolimesz, míg az inverz limesz limesz.